# Topiel (film)
Topiel (Бездна) – polski niemy film fabularny (dramat) z 1917 roku. Jego pierwowzorem literackim był dramat Stanisława Przybyszewskiego pod tym samym tytułem.

## Fabuła
Robert Skalski wyznaje swe uczucia Ludwice i błaga, aby ta wyszła za niego za mąż. Nie zdradza jej jednak, że wiąże go romans z jej ciotką Eugenią. Młoda dziewczyna waha się, ponieważ nie chce doprowadzić do konfliktu z wujem i ciotką. Ostatecznie zgadza się na małżeństwo. Wówczas Robert zrywa romans z ciotką, która z kolei jest przeciwna zamążpójściu Ludwiki, w obawie o jej los. Zwolennikiem małżeństwa jest natomiast wuj. Ciotka wyznaje mu swą niewierność, wówczas jednak ten oświadcza, że wiedział o niej od dawna i że również kocha Ludwikę.

Gdy oboje wujostwo komunikują swój sprzeciw dziewczynie, ta oświadcza im, że od wczoraj jest żoną Roberta. Małżonkowie wyjeżdżają do Paryża. Tam Robert nawiązuje kontakt ze swą dawną kochanką. Od początku bowiem zależało mu nie na uczuciach Ludwiki, lecz na jej posagu. Dowiedziawszy się o tym, kobieta chce odejść od męża i powrócić do wujostwa. Wtedy ten oświadcza jej, że jest to niemożliwe, ponieważ jej ciotka była jego kochanką. Zrozpaczona Ludwika popełnia samobójstwo, skacząc z okna.

## Obsada
- Helena Bożewska - Eugenia
- Maria Mirska - Ludwika
- Władysław Lenczewski - Skalski